# Ferry Kikai (Schiff, 1995)
Die Ferry Kikai (japanisch フェリーきかい) war ein 1995 in Dienst gestelltes Fährschiff der japanischen Reederei A-Line Ferry. Sie wurde bis 2015 von Kagoshima über Kikaijima und Amami-Ōshima nach Tokunoshima eingesetzt und ging anschließend als Hanil Redpearl zum weiteren Betrieb nach Südkorea. Im November 2022 ging das seit 2021 aufgelegte Schiff zum Abbruch nach Chittagong.

## Geschichte
Die Ferry Kikai wurde am 7. Juni 1995 unter der Baunummer 1015 in der Werft der Hayashikane Dockyard in Nagasaki auf Kiel gelegt und lief am 25. August 1995 vom Stapel. Nach der Ablieferung an die in der Präfektur Kagoshima ansässigen Reederei A-Line Ferry am 9. November 1995 nahm das Schiff am 14. November 1995 den Fährbetrieb von Kagoshima zu den Inseln Kikaijima, Amami-Ōshima und Tokunoshima auf. Neben 30 LKW und 39 PKW konnte die Ferry Kikai auch Stückgut und Container befördern.
Im März 2015 wurde die Fähre durch eine neue Ferry Kikai ersetzt und ausgemustert. Neuer Eigentümer des nun in Hanil Redpearl umbenannten Schiffes wurde im Mai 2015 die südkoreanische Reederei Hanil Express. Die Hanil Redpearl stand fortan zwischen der Ferieninsel Jejudo und dem Landkreis Wando im Einsatz.
Im Juni 2021 sollte die Hanil Redpearl nach Chittagong aufbrechen und dort vermutlich abgewrackt werden. Das aufgelegte Schiff ankerte jedoch weiterhin im Hafen von Wando. Im Juli 2022 traf das Schiff laut MarineTraffic in Ulsan ein, sein Name wurde im Automatic Identification System nun mit Red Diamond angegeben. Anfang November 2022 wurde die Fähre schließlich zum Abbruch verkauft und traf noch im selben Monat als Redpearl bei den Abwrackwerften in Chittagong ein.